# Chiromantis hansenae
Chiromantis hansenae är en groddjursart som först beskrevs av Cochran 1927.  Chiromantis hansenae ingår i släktet Chiromantis och familjen trädgrodor. IUCN kategoriserar arten globalt som otillräckligt studerad. Inga underarter finns listade i Catalogue of Life.